# 懲罰性賠償
懲罰性賠償，或示範性賠償，是一種特殊的損害賠償，旨在改變或防止被告或其他人參與或從事與該案件相似的事項。 雖然懲罰性損害賠償的目的並不是為了補償原告，但原告可因此獲得全部或部分懲罰性賠償帶來的回饋。
通常，補償性賠償不足以救濟時，原告獲得懲罰性賠償。法庭可能通過這一手段來避免原告未獲得充分補償，也以此糾正未查明的侵權行為，並為刑事司法系統避免一些爭訟。 在難以查明的違法中，懲罰性賠償格外重要。
然而，在支持懲罰性賠償的司法系統下給予的賠償金可能難以被不支持懲罰性賠償的司法轄區下被執行。例如在美國案件中一方獲得的賠償金會難以被歐洲法院認可，後者認為懲罰性賠償是對公共秩序的破壞。
由於懲罰性賠償通常超過了原告可證明的傷害，懲罰性賠償僅僅在特殊的案例中適用。一般是根據侵權責任法，在被告行為特別惡劣時，才會存在懲罰性賠償。通常而言，懲罰性賠償不適用於合同爭議。而在美國主要的例外是保險背信案例，當保險人的違約是所謂相當於打破了「隱含的良好信任與公平處置的規約」時，違約被認為應負以懲罰性賠償（以保護保險政策的價值）

## 各國應用

### 英格蘭和威爾士
在英格蘭和威爾士，派翠克·德富林在代表性的魯克斯訴伯纳德案案件中確立，以下情形至少其一被滿足時才會適用示範性損害賠償：
1. 政府公職人員施以壓制、強制或違憲行為。
2. 被告的行為是經過“算計”以使其獲得利益的。
3. 成文法明文規定。

魯克斯訴伯纳德案 被廣泛批評，並且該沒有在加拿大、澳大利亞和新西蘭或樞密院被遵從。
另外一個雖充滿爭議，但仍可能能夠被視作懲罰性賠償範例的案件是檢查官訴布萊克案 ，在這一案件中，被告通過出版其在軍情五處的工作細節而獲利。這些工作細節發生在非常早的時候，因此沒有造成國家損失。然而這項出版物違反了他於軍情五處的雇傭合同（同時也違反了公務秘密法 1911，構成了犯罪）。被告被要求對其出書獲益給出解釋。
法院並不傾向於使用這一方式，而是強調，若適用懲罰性賠償，須考慮其背後的含有犯罪元素的事實。

### 中华人民共和国
除了產品造假或產品缺陷，僅有極少的一些產業，在合同或侵權案例中會給予懲罰性損害賠償。 1993年8月31日生效《中華人民共和國消費者權益保護法》于1993年8月31日生效，2009年8月27日第十一届全国人民代表大会常务委员会第十次会议《关于修改部分法律的规定》进行第一次修正。2013年10月25日十二届全国人大常委会第5次会议《关于修改＜中华人民共和国消费者权益保护法＞的决定》第2次修正。其第五十五條規定，经营者提供商品或者服务有欺诈行为的，应当按照消费者的要求增加赔偿其受到的损失，增加赔偿的金额为消费者购买商品的价款或者接受服务的费用的三倍；增加赔偿的金额不足五百元的，为五百元。法律另有规定的，依照其规定。 這一方面的成功案例被廣泛報告。
2009年2月28日通過的《中華人民共和國食品安全法》第一百四十八條要求製造商、銷售商，如果因產品質量不達標造成損害，得在補償性賠償之外，另承擔購買價格的十倍的懲罰性賠償。立法機關之所以考慮這樣高的法定賠償金額是基於嚴重的食品質量事故，例如三鹿奶粉事件。然而，該條款是否僅僅適用於侵權情形，或是亦可適用於尚未造成消費者人身損害的簡單違約情形，在司法判決之中並無一致標準。同時，若明知生產者將提供不符合強制性規範的食品藥品，為了獲得更多懲罰性賠償，而故意購買更多不合格產品，此時是否依然適用此條款，亦尚有爭議。
懲罰性損害賠償在2010年1月1日生效、2021年1月1日失效的《中華人民共和國侵權責任法》中進一步獲得擴展。 這一部新的法律進一步明確，被侵權人有權向任何明知產品存在造成他人死亡或者健康嚴重損害的缺陷卻繼續生產銷售的生產商或銷售商主張懲罰性損害賠償。由於這是一部較新的法律，對於具體的金額與適用範圍還尚未頒布任何指導實施的司法解釋，法官對懲罰性損害賠償有著一事一議的自由裁量權。
2021年1月1日生效的《中華人民共和國民法典》繼承了並擴展了原侵權責任法的相關規定。該法第一千二百零七條規定，「明知产品存在缺陷仍然生产、销售，或者没有依据前条规定采取有效补救措施，造成他人死亡或者健康严重损害的，被侵权人有权请求相应的惩罚性赔偿」。相較於《中華人民共和國食品安全法》第一百四十八條所規定的賠償金，該法所規定的懲罰性賠償僅限於侵權情形，而不涵蓋違約情形。並且，根据該法第一千一百七十四條之規定——「损害是因受害人故意造成的，行为人不承担责任」，故意造成自身損害者，將不能獲得懲罰性賠償。

### 美國
懲罰性賠償是美國判例法體系下的一項已建立的原則。 。懲罰性損害賠償通常是州法管轄的事項（雖然懲罰性損害賠償也可能因聯邦海事法而給予），因此每州的施行存在差異。在很多州，包括加利福尼亞與德克薩斯，懲罰性損害賠償由成文法確定；其他的一些州，懲罰性損害賠償也可能僅僅依判例產生。很多州由於保險產業的遊說，懲罰性賠償被立法設定了強制上限；然而一些州立法院認為設立這樣的上限是違憲的，因而不施用此上限。 在幾個司法轄區中，懲罰性損害賠償任何情況下都完全不適用，這包括路易斯安那州、內布拉斯加州、波多黎各以及華盛頓州。
一般規則是，懲罰性損害賠償金不會因對方破壞合約而給予，但合約執行過程中如果發生單一侵權行為，可能因這一侵權行被給予懲罰性損害賠償金。 雖然每州法律不盡相同，懲罰性損害賠償常常僅限於：被告展現了對損害的故意性（比如有意地追尾其他車輛），而不是僅僅由於疏忽致使損害；或者被告無視他人生命安全的行為造成了傷害。
懲罰性損害賠償是美國侵權責任改革辯論的焦點之一；關於這一議題，大量被高度宣傳的、金額達到數百萬美金的判決導致人們普遍認為懲罰性損害賠償金額過高。然而，法律教授與司法部做出的統計研究發現，只有 2% 的進入審判階段的民事案件中存在懲罰性賠償，而金額的中位數處於 $38,000 到 $50,000 之間。
對於被告而言，可能被要求支付的懲罰性損害賠償的金額不存在上限。然而，為了回應做出高額懲罰性損害賠償金判決的法官與陪審團，美國最高法院做出了幾項決定，依循美國憲法第五和第十四修正案的正當程序條款限制了懲罰性損害賠償的金額。在許多案件中，法院指出了 4:1 的懲罰性損害賠償金與補償性損害賠償金比例是足夠被認為高到了憲法意義下不正當的程度了，而 10:1 幾乎可被認為是當然違憲的。然而，最高法院也留下了一個判例，該案例為此一比例規則的一個值得矚目的例外，即，在此判例中，儘管補償性損害賠償僅有一萬九千美元，法院卻認定了一千萬美金的懲罰性損害賠償，它們之間的比例達到了 526:1。透過這一案例，最法高院確認，對特別過分的損害行為，不成比例的懲罰性損害賠償也是被允許的。
在1991年的傑森·史考特案中，美國邪教專家瑞克·阿蘭·羅斯在1991年因為和兩名助手一起對一個名叫傑森·史考特（Jason Scott）的國際聯合五旬節會成員強制實行取消編程之故，而面臨訴訟，盡管陪審團最後決定無罪釋放瑞克·阿蘭·羅斯，但這訴訟導致了875,000美元的損害賠償，而邪教認知網絡必須支付1,000,000美元的懲罰性賠償，瑞克·阿蘭·羅斯個人更必須支付2,500,000美元的懲罰性賠償，而兩名助手也各需支付250,000美元的懲罰性賠償。這判決使得邪教認知網絡破產，而這判決標誌著北美洲新興宗教運動及基督教反邪教運動（Christian countercult movement）的分水嶺。對於此案件，宗教學者约翰·高登·梅尔敦曾下過諸如「這案件使得這國家（指美國）的取消編程活動宣告終止」和「這判決的結果……使得取消編程活動得以繼續的交通線被切斷」等的評語。
在利柏克訴麥當勞餐廳案 (1994) 案件中，79 歲的斯特拉利·柏克（Stella Liebeck）將麥當勞的咖啡灑到了她的膝蓋上，導致了她大腿、臀部、腹股溝、生殖器的二度和三度燙傷。燙傷嚴重，以致需要皮膚移植。利柏克希望麥當勞支付她 $20,000 的醫療帳單作為事故的和解費用。麥當勞拒絕了，於是利柏克提告。在案件的調查階段，麥當勞的內部文檔透露其曾收到了數以百計的相似顧客投訴，聲稱麥當勞的咖啡導致了嚴重燙傷。 在審判階段，這些材料使得陪審團認為麥當勞明知其產品是危險的、並會傷害其顧客，但沒有採取任何手段去解決這一問題。 於是陪審團裁定了 $200,000 的補償性損害賠償，但其中有 20% 是 Liebeck 自身的責任，使得實際補償為 $160,000。 陪審團同時給予利柏克二百七十萬美元懲罰性賠償金，相當於當時麥當勞兩日的咖啡銷售獲利。隨後法官將懲罰性賠償金額降低為 $480,000。 這一案例通常被批評陪審團給予了過多賠償金。
在寶馬北美股份公司訴高爾案 (1996) 案件中，法院規定如果懲罰性損害賠償過多，則可能相當於任意剝奪財產，即違反了憲法正當程序原則。法院認為懲罰性賠償必須合理，依據導致原告傷害的行為的可被譴責性的程度而確定，懲罰性損害賠償之於補償性損害賠償之比例應相仿於對此事可處以的刑事或民事懲罰。 在 州農場互助汽車擔保公司訴坎貝爾案 (2003) 案件中，法院認為懲罰性損害賠償可以僅僅給予被告損害原告的行為而產生。 法院也列出了法院在確定懲罰性賠償數額時應當考慮的因素。
最近的一項案例， 飛利浦莫瑞斯訴威廉案 (2007)，法院規定，不因處置不當帶來的直接損害程度而承担懲罰性損害賠償，應認為懲罰性損害賠償的功能是度量這一損害多麼應該被譴責。 行徑越當被譴責，越多的懲罰性損害賠償金就是合理的，正如一個慣犯會在更嚴厲的量刑下被判處以示懲罰。大法官約翰·保羅·史蒂文斯在威廉案件中持保留意見，認為「細微差異讓我無法理解」，暗示雖然案件根據多數意見進行判決，可他們在嘗試區分沒有區別的事情。

## 参看
- 非经济损害赔偿上限（英语：Non-economic damages caps）
- 刑事犯罪附带后果（英语：Collateral consequences of criminal conviction）
- 懲罰債券（英语：penal bond）